# Цимлянские пески
Цимлянские пески — местность на границе Ростовской и Волгоградской областей, на северном берегу Цимлянского водохранилища.

## География
Цимлянские пески расположены на территории Волгоградской и Ростовской областей, имеют форму вытянутого ромба со сторонами: западная 27 км; северная (вытянутая с юга на север на 10 км) 38,5 км; восточная 34,5 км; южная (вытянутая с юга на север на 7 км) 31 км. Пески ограничены: с запада устьем реки Цимлы, с юга и востока Цимлянским водохранилищем, с севера рекой Аксенец, а с севера-запада линией дороги Тормосин — Нижнегнутов, где песчаный массив переходит в суглинистую степь. Поверхность песков имеет наклон к югу и понижение к востоку и западу. Самой высокой является центральная часть песков, вытянутая к югу. Толщина слоя песков составляет от 8 до 23 метров. Площадь Цимлянских песков составляет около тысячи квадратных километров. До начала наполнения Цимлянского водохранилища площадь песков была вдвое больше, так как большая часть водохранилища представляет собой затопленную низменную часть массива Цимлянских песков.

## История образования
Цимлянские пески представляют собой высокие надпойменные террасы реки Дон, которые сформировались в ледниковые периоды Днепровского и Московского оледенения, аналогично образовались и Арчединско-Донские пески.

## Рельеф, почва
Рельеф Цимлянских песков представляет собой сложный геоморфологический район, где равнинные участки чередуются с буграми и межбугровыми котловинами выдувания. Песчаные бугры имеют в основном вытянутую форму и ориентированы по направлению преобладающих северо-западных ветров. В низинах встречаются озёра размером от нескольких метров до полукилометра, летом многие из них пересыхают. В некоторых озёрах содержится большое количество растворённой соды. Цимлянские пески расположены в подзоне каштановых почв различного механического состава. Почвообразующие породы представлены аллювиальными, преимущественно песчаными и песчано-глинистыми отложениями.

## Растительность
Растительный покров Цимлянских песков разнообразен: это песчаные степи, поросшие ковылём, пыреем ползучим, чабрецом. В имеющихся понижениях (так называемых лиманах) образуются влажные растительные сообщества, вдоль берега водохранилища сформировались тополёвые леса, значительную часть песков подвергали лесопосадке сосны, акации и других древесных культур. В местах распространения бугристых песков имеются колки из тополя, берёзы, осины и береста. На ровных песках сформировались саванноподобные редколесья из лоха серебристого, дикой груши и некоторых других пород деревьев. Встречаются дубы. Среди кустарников наиболее часты шиповник, боярышник, золотистая смородина.
В лесах и лесных колках весной и осенью, после обильных дождей, встречаются грибы, иногда в промысловых количествах. Преобладают белые, подосиновики, подберёзовики, лисички, грузди.
- Прибрежные тополёвые леса (осокорники)
- Участок ковыльной степи

## Животный мир
Животный мир Цимлянских песков разнообразен. Среди животных есть: зайцы, суслики, лисицы, волки, кабаны, лоси, косули, встречаются одичавшие лошади. Довольно разнообразны птицы, среди них встречаются фазаны, белохвостные орланы. Много насекомых и паукообразных. Часты встречи гадюк, ужей, полозов, ящериц. Из амфибий чаще всего встречаются жабы и лягушки.

## Охрана
Для охраны и изучения природных ландшафтов, растительного и животного мира на территории Цимлянских песков созданы Нижнегнутовский заказник и природный парк «Цимлянские пески» в Волгоградской области и Цимлянский заказник в Ростовской области.